# Revolutionära högsta domstolen
Revolutionära högsta domstolen (finska: Vallankumouksellinen Ylioikeus) var under det finska inbördeskriget 1918 var den högsta officiella domstolen i röda Finland. Högsta domstolen verkade i Helsingfors och i slutet av kriget i Viborg. Den fungerade som en appellationsdomstol för de lokala revolutionsdomstolarna.

## Etablering och drift
De rödas regering, Finlands folkdelegation, antog den 1 februari 1918 en tillfällig lag om revolutionsdomstolar och kompletterade den med ett dekret tre dagar senare. Dessa lagar skapade ett domstolssystem i två nivåer för att ersätta det tidigare tredelade: kommunala revolutionsdomstolar ersatte tidigare häradsrätter och rådhusrätter, medan revolutionära högsta domstolen ersatte två högre domstolar, hovrätten och senatens justitiedepartement. Högsta domstolen bestod av en ordförande, tio ledamöter och en allmän åklagare, valda av Arbetarnas centralråd, även om åklagaren fick slutligen välja prokurator Matti Turkia. Ledamöterna utsågs den 21 februari och Högsta domstolen tillträdde sitt uppdrag först i mars. Den var, liksom Folkdelegationen, verksam i Helsingfors senatshus.
Ordföranden för den revolutionära högsta domstolen var Kaarlo Harvala, en tidigare ordförande för Tammerfors revolutionsdomstol. Av de tio övriga ledamöterna var fyra tidigare riksdagsledamöter. Allmän åklagare var Rikhard Johansson, en advokat som före revolutionen varit kansler för Nylands länsstyrelse och distriktsrådets registrator. Många ledamöter av Högsta domstolen hade valts mot sin vilja och de vägrade att delta i dess arbete eller lämnade snart, så att nya måste utses för att ersätta dem. I april flyttade den revolutionära högsta domstolen med folkdelegationen till Viborg, där den använde Viborgs hovrätts lokaler. I det allra sista skedet leddes rätten av Tyko Varto och åklagare var Allan Johansson. Det sista bevarade protokollet från Högsta domstolen är daterat den 23 april, även om vissa beslut tydligen fortfarande fattades efter det. Högsta domstolen är känd för att ha fattat beslut i cirka 800 mål.

## Uppgifter
Den revolutionära högsta domstolens uppgift var att pröva överklaganden av beslut av revolutionsdomstolarna. Det var också tillåtet att fatta beslut på lägre nivå för omprövning på eget initiativ, så materialet och dokumenten i alla fall som behandlades av revolutionsdomstolarna måste skickas till den för granskning.  De som dömts under revolutionsdomstolar hade 20 dagar på sig att överklaga sin dom till Högsta domstolen, men fällande dom blev slutgiltiga och kunde verkställas efter den första dagen om inget överklagande hade lämnats in.  Enligt lagen var Högsta domstolen endast avsedd som appellationsdomstol och borde inte ha handlagt några mål i första instans utan frångått detta i ett fåtal fall. Högsta domstolen omprövade också några förrevolutionära tings- och domstolsbeslut, även om ingenting nämndes i regelverket.
Högsta domstolens egna beslut kunde inte överklagas och publicerades inte någonstans. Dokumenten skickades endast till den revolutionsdomstol som fattat det ursprungliga beslutet.  Å andra sidan har Högsta domstolens handlingar bevarats, medan papper om vanliga revolutionsdomstolar till stor del gick förlorade eller förstördes i slutet av kriget.
Revolutionära högsta domstolen har ansetts vara lite mer moderat än lokala revolutionsdomstolar. I mer än hälften av de kända fallen upprätthöll den revolutionsdomstolsdomar som de förelåg, men den ändrade fällande domar i något mer frekvent riktning till de anklagade i en mildare snarare än strängare riktning.

## Medlemmar av den revolutionära högsta domstolen
- Kaarlo Harvala (ordförande)
- A. Haapanen (deltog inte)
- Alma Jokinen
- Matti Jämsén
- Adam Laakkonen
- Taavetti Lapveteläinen
- August Lehto
- Sv. Lehtonen (deltog inte)
- Eemeli Paronen
- Tahvo Pietikäinen
- Oskari Rantala
- Tyko Varto (tillförordnad ordförande i Viborg)
- Karl Ahlberg (i Viborg)
- Heikki Ruusurinne (i Viborg)
- Kasperi Tanttu (sekreterare)